# Dominique Lecourt

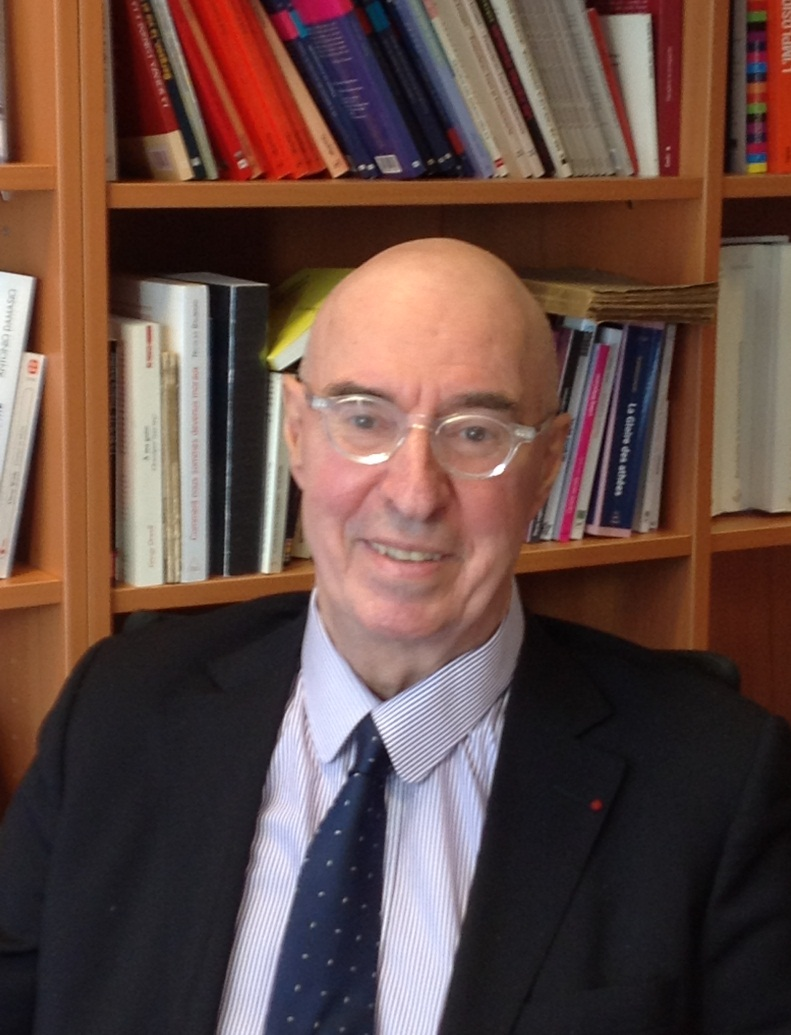
Dominique Lecourt, 2013

Dominique Lecourt (* 5. Februar 1944 in Paris; † 1. Mai 2022 ebendort) war ein französischer Philosoph und Professor für Philosophie an der Universität Paris VII.

## Leben
Lecourt studierte an der École normale supérieure und einer seiner Lehrer war Louis Althusser. Sein Schaffen umfasst rund 40 Bände.
Als Direktor des Zentrums Georges-Canguilhem leitete Lecourt die Herausgabe des Wörterbuch der Geschichte und Philosophie der Wissenschaften. Als ehemaliger recteur d’académie stand er dem Aufsichtsrat der Presses Universitaires de France (PUF) vor.
Lecourt starb im Alter von 78 Jahren im Hôpital Lariboisière.

## Werke (Auswahl)
- Lenins philosophische Strategie, Ullstein Taschenbuchvlg, 1975.
  - frz. Ausgabe: Une crise et son enjeu Maspero, Paris, 1973.
- Kritik der Wissenschaftstheorie : Marxismus u. Epistémologie (Bachelard, Canguilhelm, Foucault). Verlag für d. Studium d. Arbeiterbewegung, Berlin 1975, ISBN 3-87975-019-X.
- Proletarische Wissenschaft?: der "Fall Lyssenko" und der Lyssenkismus. Verlag für d. Studium d. Arbeiterbewegung, Berlin 1976.
  - frz.: Lyssenko, histoire réelle d’une « science prolétarienne » 1976.
- Déclarer la philosophie, PUF - Politique d'aujourd'hui, Paris, 1997. ISBN 2-13-048887-0.
- La Philosophie des sciences (2001, 5e réed. PUF - Que sais je ?, Paris, 2010). ISBN 978-2-13-058053-9.
- Georges Canguilhem (PUF - Que sais je ?, Paris, 2008) ISBN 2-13-053861-4.
- Charles Darwin. Origines - Lettres choisies 1828-1859, introduction et édition française dirigée par D. Lecourt (Bayard, Paris, 2009). ISBN 978-2-227-47843-5.
- L'âge de la peur : Science, éthique et société (Bayard, Paris, 2009). ISBN 978-2-227-47850-3.
- La mort de la clinique ?, sous la direction de D. Lecourt, G. David, D. Couturier, J-D. Sraer, C. Sureau (PUF/Quadrige essai, Paris, 2009). ISBN 978-2-13-057973-1.
- La santé face au principe de précaution, sous la direction de D. Lecourt (2009, réed. PUF, Paris, 2010). ISBN 978-2-13-057721-8.

## Ehrungen
- Mitglied der Ehrenlegion
- Ritter des Ordre national du Mérite